# Armando Calderón Sol
Armando Calderón Sol (1948 – 9 de outubro de 2017) foi um advogado, empresário e político, foi presidente de El Salvador entre 1994 e 1999.

## Biografia
Armando Calderón Sol nasceu em San Salvador. Em 1977 recebeu um doutorado em Jurisprudência e Ciências Sociais. Ele é advogado e homem de negócios. Foi um dos fundadores da Aliança Republicana Nacionalista - ARENA em setembro de 1981. Foi Prefeito de San Salvador (1988-1994).
Apresentou-se como candidato presidencial nas eleições de 20 de março de 1994, mas não atingiu a maioria no primeiro turno, tendo que competir na segunda rodada eleitoral de 24 de abril com o candidato de esquerda, Rubén Zamora, da coalizão FMLN-CD. Depois de vencer na segunda eleição, tomou posse em 1º de junho de 1994. A Calderón coube implementar vários pontos pendentes da aplicação dos Acordos de Paz de Chapultepec como a divisão da Polícia Nacional Civil e a desmobilização da antiga Polícia Nacional.
Junto com seus conselheiros econômicos, Juan José Daboub e Manuel Enrique Hinds, Calderón Sol pôs em marcha uma série de medidas neoliberais, como a privatização das companhias telefônicas e de distribuição elétrica e dos fundos de pensões, até então de propriedade governamental. Durante seu gerenciamento, o território salvadorenho foi assolado pela passagem do Furacão Mitch, que provocou importantes danos na infra-estrutura do país. Terminado seu mandato, em 1 de junho de 1999, Calderón Sol passo a ser Deputado do Parlamento Centroamericano. Desde então manteve um alto perfil político e ocupou o cargo de presidente honorário da ARENA.